# Antiche unità di misura del circondario di Savona

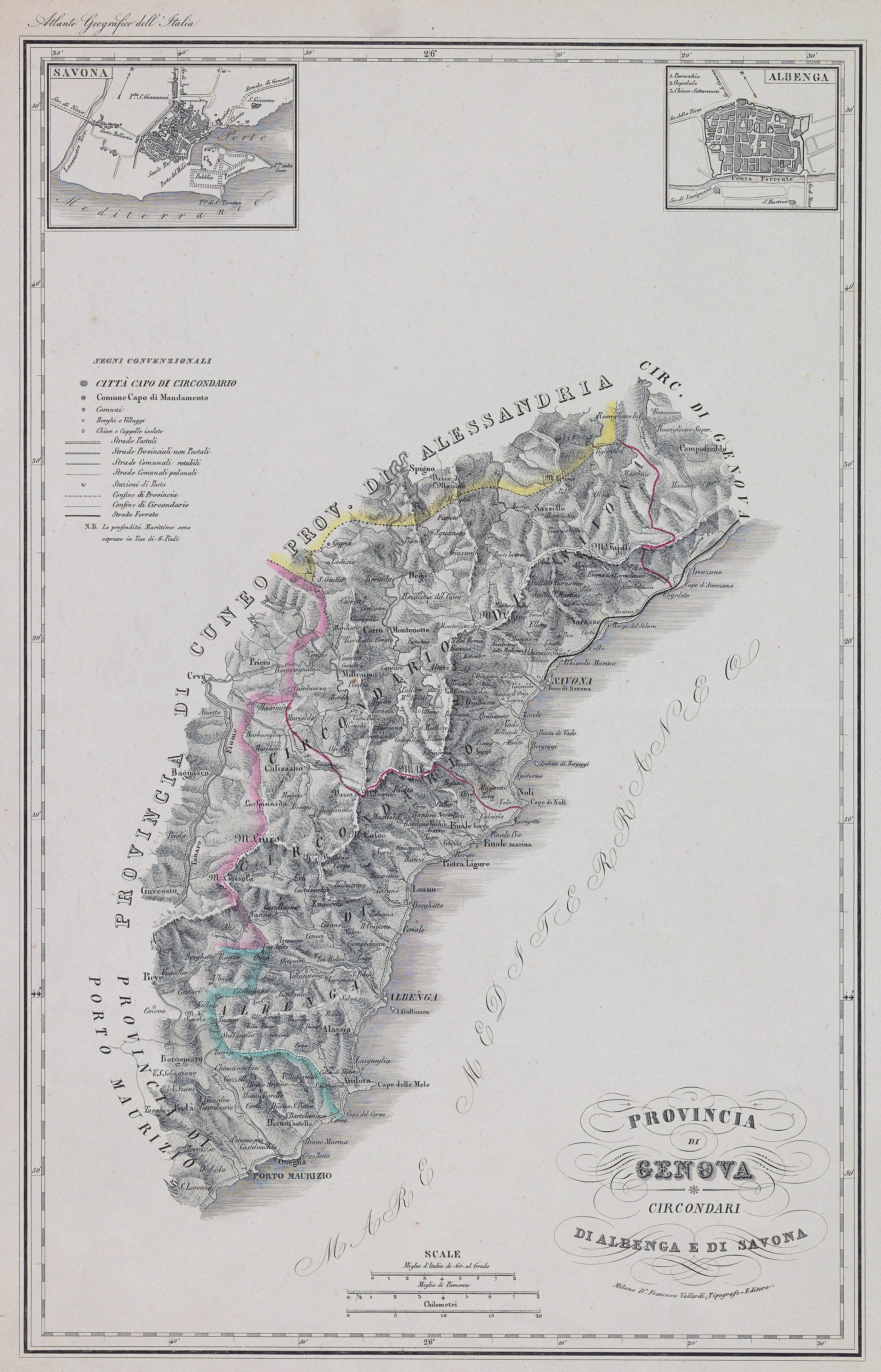
Mappa con indicazione dei confini del circondario di Savona nel 1860 circa

Sono qui riportate le conversioni tra le antiche unità di misura in uso nel circondario di Savona e il sistema metrico decimale, così come stabilite ufficialmente nel 1877.
Nonostante l'apparente precisione nelle tavole, in molti casi è necessario considerare che i campioni utilizzati (anche per le tavole di epoca napoleonica) erano di fattura approssimativa o discordanti tra loro.

## Misure di lunghezza
| Comuni                                        | Denominazione      | Valore   | Unità |
| --------------------------------------------- | ------------------ | -------- | ----- |
| Tutti i comuni                                | Cannella di Genova | 2,977000 | m     |
| Tutti i comuni                                | Palmo genovese     | 0,248083 | m     |
| Tutti i comuni                                | Cannella di Savona | 3,000000 | m     |
| Tutti i comuni                                | Palmo savonese     | 0,250000 | m     |
| Savona                                        | Piede di Francia   | 0,324839 | m     |
| Mandamenti di Cairo e Millesimo, Santa Giulia | Trabucco           | 3,086420 | m     |
| Mandamenti di Cairo e Millesimo, Santa Giulia | Piede              | 0,514403 | m     |
| Mandamenti di Cairo e Millesimo, Santa Giulia | Raso               | 0,600137 | m     |

La cannella è di 12 palmi e serve di base alle misure di superficie e di volume.
Il palmo si divide in 12 once, l'oncia in 12 punti, il punto in 12 atomi.
La cannella di Savona si impiega anche per la misura delle tele, e prende allora, senza cambiar valore, il nome di canna da tela.
La terza parte di questa cannella, ossia una lunghezza di quattro palmi, cioè un metro, è chiamata misura e serve per le stoffe.
Il piede di Francia e le superficie ed i volumi che vi si riferiscono si usano in Savona per la misura delle opere relative a costruzioni navali.
Il trabucco, il piede e il raso usati in Cairo e Millesimo sono le misure di Piemonte.
Il trabucco, base delle misure agrarie, si divide in 6 piedi, il piede in 12 once, l'oncia in 12 punti, il punto in 12 atomi.
Il raso vale 14 once del piede e si divide in metà, terzi, quarti, ottavi, ecc.

## Misure di superficie
| Comuni                                                 | Denominazione              | Valore    | Unità |
| ------------------------------------------------------ | -------------------------- | --------- | ----- |
| Tutti i comuni                                         | Cannella genovese quadrata | 8,862529  | m²    |
| Tutti i comuni                                         | Palmo quadrato genovese    | 0,061545  | m²    |
| Tutti i comuni                                         | Palmo superficiale         | 0,738544  | m²    |
| Tutti i comuni                                         | Cannella quadrata savonese | 9,000000  | m²    |
| Tutti i comuni                                         | Palmo quadrato savonese    | 0,062500  | m²    |
| Dego, Giusvalla, Lodisio, Piana Crixia, Cagna, Mioglia | Staro                      | 867,4596  | m²    |
| Santa Giulia                                           | Giornata di Piemonte       | 3810,3948 | m²    |

La cannella quadrata si divide in 144 palmi quadrati, il palmo quadrato in 144 once quadrate.
Lo staro di Dego è di 24 tavole d'Acqui.
La giornata di Piemonte si divide in 100 tavole.

## Misure di volume
| Comuni         | Denominazione          | Valore    | Unità |
| -------------- | ---------------------- | --------- | ----- |
| Tutti i comuni | Cannella cuba genovese | 26383,749 | L     |
| Tutti i comuni | Palmo cubo genovese    | 15,268373 | L     |
| Tutti i comuni | Cannella di volume     | 4500,000  | L     |
| Tutti i comuni | Palmo cubo savonese    | 15,625    | L     |

La cannella cuba è di 1728 palmi cubi genovesi, il palmo cubo genovese è di 1728 once cube.
La cannella di volume, misura da fabbriche, è di 258 palmi cubi savonesi, ed è rappresentata da un parallelepipedo rettangolo che ha per base il quadrato costrutto sulla cannella lineare savonese, e per altezza due palmi savonesi.
Nel comune di Santa Giulia si usavano il trabucco cubo o la tesa cuba di Piemonte.

## Misure di capacità per gli aridi
| Comuni         | Denominazione       | Valore   | Unità |
| -------------- | ------------------- | -------- | ----- |
| Tutti i comuni | Staro               | 29,13295 | L     |
| Cagna, Mioglia | Staro di Monferrato | 16,1633  | L     |

La vendita dei cereali e di altre materie asciutte si fa a peso e si dà il nome di mina ad un peso di 12 rubbi di Genova, peso sottile. La mina si divide in 6 quarte, e la quarta in 6 coppelli.
Il carbone in alcuni comuni si vendeva a sacchi, intendendo che il sacco pesi un rubbo e mezzo, o chilogrammi 11,878, oppure due rubbi, o chilogrammi 15,837, secondo che il carbone è di legno dolce o di legno forte.
Nei comuni di Cagna e Mioglia si usava anche il sacco di Acqui diviso in 5 stari.
Lo staro di Monferrato si divide in 16 cucchiai o coppette.

## Misure di capacità per i liquidi
| Comuni                                                    | Denominazione          | Valore   | Unità |
| --------------------------------------------------------- | ---------------------- | -------- | ----- |
| Tutti i comuni                                            | Mezzarola genovese     | 159,0000 | L     |
| Tutti i comuni                                            | Quarterone genovese    | 0,511560 | L     |
| Tutti i comuni                                            | Mezzarola savonese     | 160,0000 | L     |
| Tutti i comuni                                            | Barile da vino         | 40,0000  | L     |
| Tutti i comuni                                            | Barile da olio         | 65,4800  | L     |
| Tutti i comuni                                            | Quarterone savonese    | 0,272833 | L     |
| Cairo, Carretto, Rocchetta Cairo                          | Misura o pinta         | 1,2746   | L     |
| Carcare, Osiglia, Pallare                                 | Misura o pinta         | 1,3809   | L     |
| Altare, Millesimo, Rocca Vignale                          | Misura o pinta         | 1,1685   | L     |
| Bormida, Murialdo, Sassello, Olba                         | Misura o pinta         | 1,3278   | L     |
| Mallare                                                   | Misura o pinta da vino | 1,5933   | L     |
| Mallare                                                   | Misura da olio         | 0,3462   | L     |
| Cairo, Osiglia, Millesimo, Bormida                        | Misura da olio         | 0,3714   | L     |
| Altare                                                    | Misura da olio         | 0,3462   | L     |
| Murialdo, Cagna, Mioglia, Dego, Giusvalla, Lodisio, Piana | Misura da olio         | 0,4493   | L     |
| Murialdo, Cagna, Mioglia, Dego, Giusvalla, Lodisio, Piana | Barile                 | 33,3340  | L     |
| Murialdo, Cagna, Mioglia, Dego, Giusvalla, Lodisio, Piana | Mezzarola              | 100,0030 | L     |

La mezzarola genovese da vino si divide in 2 barili, il barile in 90 amole.
Il quarterone genovese per l'olio si divide in 6 misurette. 128 quarteroni genovesi fanno il barile genovese per l'olio.
La mezzarola savonese da vino si divide in 4 barili, il barile in 40 amole, l'amola in 2 mezze amole.
Il barile da olio si divide in 240 quarteroni, il quarterone in 6 misurette.
Il barile da olio di Savona corrisponde a quello di Genova, e ne differisce solo nella divisione. D'ordinario l'olio si vende a peso, e si chiama barile una quantità di questo liquido il cui peso sia di rubbi 7 1/2, peso sottile di Genova, ossia chilogramm1 59,3906. In Savona, e altrove, si usa anche dividere il quarterone in 3 misurette, distinguendo in tal caso la misuretta grossa dalla misuretta minuta.
La pinta da vino di Cairo è del peso di 4 libbre o chilogrammi 1,267.
La pinta da vino di Carcare pesa libbre 4, once 4, o chilogrammi 1,372583.
La pinta da vino di Altare è del peso di libbre 3, once 8, o chilogrammi 1,161416.
La pinta da vino di Bormida pesa libbre 4, once 2, o chilogrammi 1,319792.
La pinta da vino di Mallare è del peso di libbre 5, o Chilogrammi 1,58375.
La misura da olio di Mallare corrisponde a chilogrammi 0,31675.
La misura da olio di Cairo pesa libbre 1, denari 21, o chilogrammi 0,339846.
La misura da olio di Altare pesa chilogrammi 0,31675, quasi identica a quella di Mallare.
La misura da olio di Murialdo pesa chilogrammi 0,411108.
Il barile di Cagna si divide in 20 pinte. Due barili fanno uno staro. Generalmente il vino si vendeva a peso se all'ingrosso, a pinte della brenta di Monferrato se al minuto. Il barile si riguarda come del peso di 4 rubbi di Monferrato.
Anche in Dego la vendita del vino all'ingrosso si fa a peso. Nello spaccio al minuto si usava pure la pinta di Monferrato.
La mezzarola di Dego si divide in 60 pinte, la pinta in 2 boccali, il boccale in 2 quartini, il quartino in 8 bicchieri.

## Pesi
| Comuni                 | Denominazione     | Valore   | Unità |
| ---------------------- | ----------------- | -------- | ----- |
| Tutti i comuni         | Rubbo             | 7,918750 | kg    |
| Tutti i comuni         | Libbra            | 316,750  | g     |
| Murialdo, Santa Giulia | Libbra piemontese | 368,880  | g     |

Il rubbo, peso sottile di Genova, si divide in 25 libbre, la libbra in 12 once, l'oncia in 8 ottavi, l'ottavo o dramma in 3 denari, il denaro o scrupolo in 24 grani.
Sei rubbi fanno il cantaro, che si divide anche in 100 rotoli, ciascuno dei quali corrisponde a libbre 1 1/2.
La libbra e le sue divisioni servono anche per gli usi medicinali.

## Territorio
Nel 1874 nel circondario di Savona erano presenti 46 comuni divisi in 7 mandamenti.
- Cairo Montenotte • Altare, Bormida, Brovida, Cairo Montenotte, Carcare, Carretto, Mallare, Osiglia, Pallare, Rocchetta Cairo
- Dego • Cagna, Dego, Giusvalla, Lodisio, Mioglia, Pareto, Piana Crixia, Pontinvrea, Santa Giulia
- Millesimo • Biestro, Cengio, Cosseria, Millesimo, Murialdo, Plodio, Roccavignale, Rocchetta Cengio
- Noli • Bergeggi, Noli, Segno, Spotorno, Vezzi Portio
- Sassello • Martina Olba, Olba, Sassello, Tiglietto
- Savona • Albissola Marina, Albisola Superiore, Ellera, Quiliano, Savona, Vado
- Varazze • Celle Ligure, Cogoleto, Stella, Varazze